# Ibarra (Orozco)
Ibarra es una aldea española situada en el municipio vizcaíno de Orozco, que se remonta al año 1347. Fue fundada por el cura Iñaki Ibarrondo en la ermita de Olarte, perteneciente a la misma población. Actualmente cuenta con una población de 76 habitantes (INE, 2020).
Al tratarse de un pueblo tan pequeño, todos los ciudadanos trabajan en otras ciudades como, por ejemplo, Zubiaur, Llodio o incluso Bilbao. 
Ibarra representa un gran paraje natural, inmerso en el corazón del Valle de Gorbea (Gorbeia Parke Naturala) y cuenta con un río propio (Presape) compuesto por tres pozos. Actualmente la pesca está vetada, aunque se conoce que muchos de los ciudadanos cenan trucha en verano.